# Бойтесь данайцев, дары приносящих
Timeo Danaos et dona ferentes (с лат. — «Боюсь данайцев и дары приносящих») — латинская крылатая фраза, впервые встречающаяся в поэме Вергилия «Энеида». Употребляется в случае, когда некий подарок или благодеяние представляют потенциальную опасность для принимающего эту мнимую помощь.

## Источник
«Энеида», II, 45 — 49. Троянский жрец Лаокоон произносит при виде деревянного коня (перевод Валерия Брюсова и Сергея Соловьёва):
Aut hoc inclusi ligno occultantur Achivi,

aut haec in nostros fabricata est machina muros,

inspectura domos venturaque desuper urbi,

aut aliquis latet error; equo ne credite, Teucri.

quidquid id est, timeo Danaos et dona ferentes.
 Иль заключенные в сем скрываются древе Ахивы,

 Иль создана на погибель стен наших эта громада,

 Чтоб наблюдать за домами и сверху рухнуть на город,

 Иль здесь иной скрыт обман: коню, о Тевкры, не верьте.

 Что тут ни есть, боюсь Данаев я и дары подносящих!

## Варианты
- Боюсь данайцев, дары приносящих

Часто употребляются производные от этой фразы на русском языке:
- Бойтесь данайцев
- Дары данайцев